# Henri d’Orléans (1908–1999)
Henri d’Orléans (fr. Henri Robert Ferdinand Marie Louis Philippe d’Orléans) (ur. 5 lipca 1908 w Nouvion-en-Thiérache, zm. 19 czerwca 1999 w Chérisy) – orleański pretendent do tronu Francji.

## Życiorys
Urodził się w zamku, w Nouvion-en-Thiérache, w departamencie Aisne, we Francji. Jego ojcem był Jean d’Orléans (1874-1940), a jego matką Isabelle d’Orléans (1878-1961); jego rodzice byli rodzeństwem ciotecznym. Henri jest pra-prawnukiem króla Francuzów - Ludwika Filipa I. Dorastał w Maroku i ukończył studia na uniwersytecie w Leuven. W 1926 został delfinem, podczas gdy jego ojciec został oficjalnym pretendentem do tronu. W 1939, po tym, jak odmówiono mu wstąpienia do francuskiej armii, Henri dołączył do Legii Cudzoziemskiej. W 1950, po unieważnieniu wygnania jego rodziny (z 1848 roku), Henri powrócił wreszcie do ojczyzny.
Podczas swoich rządów jako pretendenta do tronu, Henri roztrwonił rodzinny majątek (pierwotnie równowartość 40 milionów dolarów) – wyprzedał biżuterię, obrazy, meble i nieruchomości, aby samemu prowadzić „wygodne życie” razem ze swoją kochanką – Monique Friesz, byłą pielęgniarką. Doprowadziło to do otwartego konfliktu między nim a jego dziećmi, które w ten sposób zostały pozbawione spadku.

## Małżeństwo i potomkowie

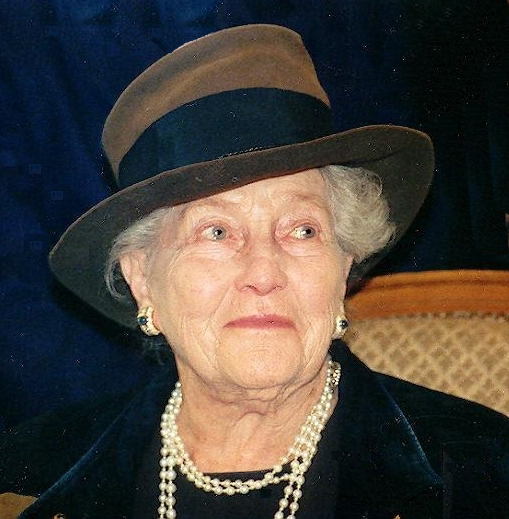
Izabella, hrabina Paryża w 1995

8 kwietnia 1931 poślubił Isabelle d’Orléans-Bragance (1911–2003), córkę księcia Piotra de Alcântara Brazylijskiego i hrabianki Elżbiety Dobrzensky de Dobrzenicz. Para miała 11 dzieci, ale od 1986 była w separacji:
- Isabelle Marie Laure Victoire (ur. 8 kwietnia 1932)

∞ 1964 Friedrich Karl, hrabia Schönborn-Buchheim
- Henri (ur. 14 czerwca 1933)

∞ 1957–1984 Maria Teresa Wirtemberska
∞ 1984 Micaela Cousino
- Hélène Astrid Léopoldine Marie (ur. 17 września 1934)

∞ 1957 Evrard, hrabia de Limburg Stirum
- François Gaston Michel Marie (15 sierpnia 1935 – 11 października 1960)
- Anne Marguerite Brigitte Marie (ur. 4 grudnia 1938)

∞ 1965 Karol Burbon-Sycylijski, infant Hiszpanii, książę Kalabrii
- Diane Françoise Marie de France (ur. 24 marca 1940)

∞ 1960 Karol Maria Wirtemberski
- Michel Joseph Benoît Marie (ur. 25 czerwca 1941)

∞ 1967–1994 Beatrice Pasquier de Franclieu
- Jacques Jean Yaroslaw Marie (ur. 25 czerwca 1941)

∞ 1969 Gersende de Sabran-Pontevès
- Claude Marie Agnès Catherine (ur. 11 grudnia 1943)

∞ 1964–1982 Amadeusz Sabaudzki, piąty książę Aosty (anulowano w 1987)
∞ 1982–1996 Arnaldo La Cagnina
∞ 2006 Enrico Gandolfi
- Jeanne de Chantal Alice Clothilde Marie (ur. 9 stycznia 1946)

∞ 1972 François Xavier, baron de Sambucy de Sorgue
- Thibaut Louis Denis Humbert (20 stycznia 1948-23 marca 1983)

∞ 1972 Marion Gordon-Orr

## Problemy rodzinne
W 1984 Henri ogłosił, że jego syn - delfin Henri utracił swój spadek i prawa do tronu, ponieważ rozwiódł się ze swoją pierwszą żoną i ożenił się po raz drugi - wziął ślub cywilny (wielu francuskich rojalistów nie uznaje ślubów cywilnych. Henri nadał synowi mniej wartościowy tytuł, „hrabiego de Mortain” na miejsce „hrabiego de Clermont” i powiedział również, że znalazł się on poza linią sukcesji. Po kilku latach, po ślubie kościelnym, jednak Henri przywrócił synowi wszelkie dawne tytuły (w tym delfina), a jego nowej żonie - Micaeli Cousiño Quinones de Leon, nadał tytuł „księżniczki de Joinville”.
Henri również pozbawił praw do dziedziczenia swoich dwóch innych synów: Michela i Thibaut, ponieważ obaj poślubili żony z ludu, nie zaś z rodzin ze szlachetnych rodów. Ta decyzja została później anulowana przez jego sukcesora. Te działania Henriego dotyczące dziedziczenia nie zostały nigdy uznane przez większość rojalistów, dlatego nie były one wiążące. Henri zmarł na raka prostaty, w Chérisy. Został pochowany w kaplicy królewskiej w Dreux.